# گروه دوم جام ملت‌های اروپا ۲۰۱۶
مسابقات گروه B جام ملت‌های اروپا ۲۰۱۶ در تاریخ ۱۱ ژوئن ۲۰۱۶ آغاز می‌شود و در تاریخ ۲۰ ژوئن ۲۰۱۶ به پایان می‌رسد.این گروه شامل تیم های انگلیس٬ روسسیه٬ ولز و اسللواکی می‌باشد.تنها تیمی که در این گروه توانسته است قهرمان شود تیم روسیه می‌باشد.تیم روسیه در زمانی که نامش شوروی بود توانست یک بار در جام‌ملت های اروپا قهرمان شود.(۱۹۶۰).این اولین حضور ولز در این مسابقات است.

## تیم‌ها
| موقعیت قرعه‌کشی | تیم      | طرز راه‌یابی        | حضور نهایی | آخرین حضور            | بهترین حضور پیشین                                                   | ضریب یوفا اکتبر ۲۰۱۵ | رده‌بندی جهانی فیفا ژوئن ۲۰۱۶ |
| -------------- | -------- | ------------------ | ---------- | --------------------- | ------------------------------------------------------------------- | -------------------- | ---------------------------- |
| B1             | انگلستان | برنده Group E      | 9ام        | جام ملت‌های اروپا ۲۰۱۲ | مقام سوم (جام ملت‌های اروپا ۱۹۶۸)، نیم نهایی (جام ملت‌های اروپا ۱۹۹۶) | ۳                    | ۱۱                           |
| B2             | روسیه    | Group G runners-up | 5ام        | جام ملت‌های اروپا ۲۰۱۲ | نیم نهایی (جام ملت‌های اروپا ۲۰۰۸)                                   | ۹                    | ۲۹                           |
| B3             | ولز      | Group B runners-up | 1ام        | —                     | نخستین حضور                                                         | ۲۸                   | ۲۶                           |
| B4             | اسلواکی  | Group C runners-up | 1ام        | —                     | نخستین حضور                                                         | ۱۹                   | ۲۴                           |

یادداشت
1. ↑  The UEFA rankings of October 2015 were used for seeding for the final draw.
2. ↑  از ۱۹۶۰ تا ۱۹۸۸، تیم ملی فوتبال روسیه competed as the تیم ملی فوتبال شوروی، و در 1992 به عنوان Commonwealth of Independent States. If those records are included، this is their 11ام خضور نهایی، with their previous best performance being قهرمان در جام ملت‌های اروپا ۱۹۶۰.

## جدول
| رتبه | تیم و    | بازی | ب | م | با | گ‌ز | گ‌خ | ت‌گ | امتیاز | صلاحیت             |
| ---- | -------- | ---- | - | - | -- | -- | -- | -- | ------ | ------------------ |
| ۱    | ولز      | ۳    | ۲ | ۰ | ۱  | ۶  | ۳  | ۳+ | ۶      | صعود به مرحله حذفی |
| ۲    | انگلستان | ۳    | ۱ | ۲ | ۰  | ۳  | ۲  | ۱+ | ۵      | صعود به مرحله حذفی |
| ۳    | اسلواکی  | ۳    | ۱ | ۱ | ۱  | ۳  | ۳  | ۰  | ۴      | صعود به مرحله حذفی |
| ۴    | روسیه    | ۳    | ۰ | ۱ | ۲  | ۲  | ۶  | ۴- | ۱      |                    |

اولین مسابقه در تاریخ ۲۲ خرداد ۱۳۹۵ برگزار میشود.
فرمت مسابقات

## مسابقات

### ولز - اسلواکی
| ولز                | ۲–۱   | اسلواکی  |
| ------------------ | ----- | -------- |
| ۱۰' بیل · ۸۱' کانو | گزارش | ۶۱' دودا |

### انگلیس - روسیه
| انگلستان     | ۱–۱   | روسیه             |
| ------------ | ----- | ----------------- |
| ۷۳' اریک دیر | گزارش | ۹۰+۲' و. برزوتسکی |

### روسیه - اسلواکی
| روسیه        | ۱–۲   | اسلواکی             |
| ------------ | ----- | ------------------- |
| ۸۰' گلوشاکوف | گزارش | ۳۲' ویس · ۴۵' همشیک |

### انگلیس - ولز
| انگلستان | بازی ۱۶ | ولز |
| -------- | ------- | --- |
|          | گزارش   |     |

### روسیه - ولز
| روسیه | بازی ۲۷ | ولز |
| ----- | ------- | --- |
|       | گزارش   |     |

### اسلواکی - انگلیس
| اسلواکی | بازی ۲۸ | انگلستان |
| ------- | ------- | -------- |
|         | گزارش   |          |